# Franz Höfler

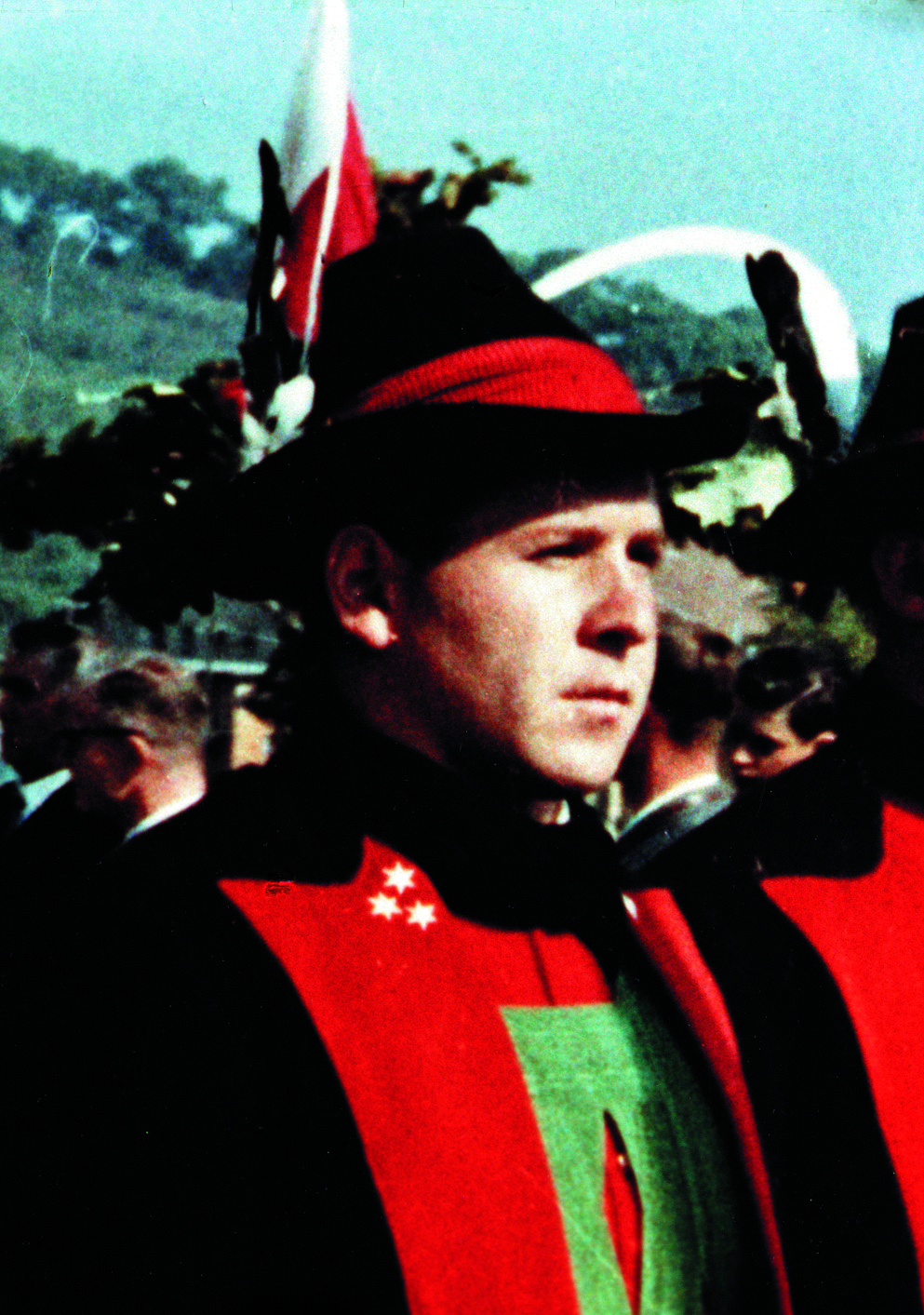
Franz Höfler

Franz Höfler (* 26. September 1933 in Lana, Südtirol; † 22. November 1961 in Bozen) war ein Südtirolaktivist der 1960er Jahre und erster Oberjäger der 1958 wiedergegründeten Schützenkompanie Lana im Burggrafenamt.
Höfler wurde auf dem Ballguthof geboren. Er hatte drei Brüder: Karl, Alois und Georg. Er schloss sich dem Befreiungsausschuss Südtirol um Sepp Kerschbaumer an und wurde nach der Feuernacht am 15. Juli 1961 verhaftet und zunächst ins Bezirksgefängnis Meran gebracht. Später wurde er mit anderen Gefährten ins Gefängnis von Bozen gebracht und starb nur 28-jährig unter bis heute ungeklärten Umständen. Er war am 17. November wegen Lähmungserscheinungen in eine Krankenzelle des Bozner Krankenhauses eingeliefert worden.
In Lana ist seit 1984 eine Straße nach ihm benannt, ebenso die Schützenkompanie.